# Pseudopsyllo scutigera
Pseudopsyllo scutigera är en spindelart som beskrevs av Embrik Strand 1916. Pseudopsyllo scutigera ingår i släktet Pseudopsyllo och familjen hjulspindlar.
Artens utbredningsområde är Kamerun. Inga underarter finns listade i Catalogue of Life.